# Rafif Sidaoui
Pour les articles homonymes, voir Sidaoui.
Rafif Sidaoui (رفيف صيداوي), de son nom complet Rafif Rida Sidaoui, est une sociologue, chercheuse et professeure à la faculté d'éducation de l'université libanaise.
Elle est membre de l'Organisation de la femme arabe et du Conseil libanais pour résister à la violence contre les femmes. Elle est aussi membre de The Lebanese Association of Women Researchers (connu sous le nom Bahithat).

## Biographie
Elle obtient un doctorat en sociologie, spécialisée dans le développement et la critique littéraire, de l'Université libanaise en 2001,. 
Membre active du Conseil libanais pour résister à la violence contre les femmes (LECORVAW), elle publie plusieurs ouvrages et études sur la femme libanaise et arabe, notamment la violence légale dans la famille, le roman arabe entre la réalité et l'imaginaire...
Elle a participé à de nombreuses conférences universitaires tels que : 
- La critique littéraire dans l'Orient, le 22 et 23 novembre 2004 à Damas, Institut français du Proche-Orient.
- Conférence pour la sociologie du roman: Le roman et la guerre civile, le 14 et 16 mai 2004 à Beyrouth, Le Programme Anis Makdissi de littérature, Université américaine de Beyrouth.

Elle a réalisé plusieurs recherches sur les besoins des femmes dans les régions défavorisées du Liban, la situation des enfants dans les établissements de protection sociale du Liban et l'honneur au Liban: concept et significations.
Sidaoui est l'auteur du document de travail relatif à la situation des femmes utilisé pour l'élaboration du rapport arabe sur le développement humain en 2005 réalisé par le programme des Nations unies pour le développement.

## Publications
- Houseslaves 2001: A study of domestic violence against women, Dar Al Kotob Publishers, Beirut, 2002 ;
- Un regard sur la guerre civile libanaise à travers une nouvelle, Dar al Farabi publishers, Beirut, 2003 ;
- Talking to the Self: Dialogues with Female Arab Novelists, Centre arabe culturel, Beirut, 2005 ;
- le roman arabe entre la réalité et l'imaginaire, Dar al Farabi publishers, Beirut, 2008 ;
- Leïla Ben Ali et les aspirations de la femme arabe à la modernité, éd. Dar El Mithak, Beyrouth, 2010.

Elle participe à plusieurs ouvrages collectifs :
- A Memory for the future: The Encyclopedia of the Arab woman, Al-maglesh Al-aala lilthakafa/Nour Institution, le Caire, 2002;
- A Memory for the future, Dar Annahar Publishers, Beyrouth, 2002;
- Globalization and Division of Labor according to Gender, Consultation & Research Institute, Beyrouth, 2003;
- Murders of women in Lebanon : crimes of honour, between reality and the law, avec Danielle hoyek et Amira Abou Mrad, Zed Books Ltd, Londres, 2005.

## Sources
- « Leïla Ben Ali et les aspirations de la femme arabe à la modernité » La Presse de Tunisie, 01 septembre 2010

- « La violence à l’égard de la femme: un fléau à endiguer », Le Renouveau, 07 mars 2010